# Gears of War: Exile
Gears of War: Exile era el próximo videojuego a lanzarse, según lo confirmó su desarrolladora Epic Games, que daría seguimiento a la franquicia de Gears of War, pero no de una manera continua sino que sería el reinicio de esta misma. Se planeaba estrenarse en Kinect, de la videoconsola Xbox 360, para 2012 pero fue cancelado. 
Rod Fergusson, productor ejecutivo de la serie, había dicho que la serie seguiría de pie y con nuevos argumentos dentro de un lapso anterior que a la primera entrega, Gears of War. 
Gears of War: Exile permaneció como una marca registrada por la compañía Epic Games y por lo tanto iba a quedar como el nuevo desarrollo que hubiera llevado a cabo la propia empresa. El juego fue cancelado, siendo anunciado por Cliff Bleszinski.